# 1938 a sportban
1938 főbb sporteseményei a következők voltak:
- május 7. – május 29. – Giro d’Italia
- július 5. – július 31. – Tour de France
- Az FTC nyeri az NB1-et. Ez a klub 14. aranyérme.
- Atlétikai Európa-bajnokság Bécsben. Csák Ibolya megszerzi a magyar női atlétika első Európa-bajnoki címét.

## Születések
- ? – Jackie Mooney, ír válogatott labdarúgó, csatár († 2017)
- január 5. – Jim Otto, amerikai amerikaifutball-játékos, Pro Football Hall of Fame-tag
- január 13. – Juhani Wahlsten, finn válogatott jégkorongozó, olimpikon, edző († 2019)
- január 16. – Hajba Antal, világbajnok magyar kenus, mesteredző († 2017)
- január 18.
  - Manuel Rodríguez, világbajnoki bronzérmes chilei válogatott labdarúgó, edző († 2018)
  - Tilly van der Zwaard, Európa-bajnoki bronzérmes holland atléta, középtávfutó († 2019)
- január 22. – Altair Gomes de Figueiredo, világbajnok brazil válogatott labdarúgó († 2019)
- január 23. – Vlagyimir Sztyepanovics Glotov, szovjet színekben Európa-bajnoki ezüstérmes orosz labdarúgó († 1981)
- január 24.
  - Török Gyula, olimpiai bajnok magyar ökölvívó († 2014)
  - Láng Edit, sakkozó, női nemzetközi mester, magyar bajnok
- január 27. – Viktor Francevics Zsdanovics, szovjet színekben olimpiai és világbajnok orosz tőrvívó
- február 4. – Flórián Tibor Európa-bajnoki ezüstérmes magyar röplabdázó, olimpikon († 2008)
- február 12. – José Manuel Mourinho Félix, portugál válogatott labdarúgó, kapus, edző († 2017)
- február 20. – André Chorda, francia válogatott labdarúgó († 1998)
- március 2. – Alekszandar Kosztov, bolgár válogatott labdarúgó († 2019)
- március 6. – Tóth László, magyar bajnok és magyar kupa-győztes magyar válogatott labdarúgó, kapus
- március 9. – Leonhard Nagenrauft, Európa-bajnok német szánkós († 2017)
- március 10. – Kazım Ayvaz, olimpiai és világbajnok török bírkózó († 2020)
- március 14. – Orbán Árpád, olimpiai és magyar bajnok magyar labdarúgó, edző († 2008)
- március 17. – Adolf Knoll, osztrák válogatott labdarúgó, középpályás († 2018)
- március 21. – Terry Gray, Memorial-kupa-győztes kanadai jégkorongozó († 2020)
- március 22. – Manfred Rummel, német labdarúgó, csatár, edző († 2017)
- március 25. – Fritz d’Orey, brazil autóversenyző, Formula–1-es pilóta († 2020)
- március 26. – Manuel Sanchís Martínez, spanyol válogatott labdarúgó
- március 27. – Rolando Irusta, argentin válogatott labdarúgókapus
- április 1. – Jaime González, kolumbiai válogatott labdarúgó
- április 2. – Al Weis, World Series bajnok amerikai baseballjátékos
- április 10. – Héctor Echeverri, kolumbiai válogatott labdarúgó
- április 20. – Betty Cuthbert, négyszeres olimpiai bajnok ausztrál atléta († 2017)
- április 19. – Stanko Poklepović, horvát labdarúgó, edző († 2018)
- május 8. – Földi Imre, olimpiai, világ- és Európa-bajnok magyar súlyemelő, a Nemzet Sportolója († 2017)
- május 13. – Bobby Carroll, skót labdarúgó († 2016)
- május 19. – Igor Ter-Ovaneszjan, olimpiai bronzérmes és Európa-bajnok szovjet-ukrán távolugró atléta
- május 26. – Fiorella Negro, olasz műkorcsolyázó, olimpikon († 2019)
- május 28.
  - Harry Stiller, brit autóversenyző, Formula–1-es pilóta († 2018)
  - Eppie Wietzes, kanadai autóversenyző, Formula–1-es pilóta
- június 5. – Karin Balzer, olimpiai és Európa-bajnok német atléta, gátfutó († 2019)
- június 13. – Michael William Wright, Grey-kupa-győztes amerikai kanadaifutball-játékos († 2020)
- június 23. – Jesús María Pereda, Európa-bajnok spanyol válogatott labdarúgó, edző († 2011)
- június 26. – Hrísztosz Arhondídisz, görög labdarúgóedző, szövetségi kapitány († 2019)
- július 1. – Jeanne Ashworth, olimpiai bronzérmes amerikai gyorskorcsolyázó († 2018)
- július 2. – Marcel Artelesa, francia válogatott labdarúgó († 2016)
- július 3. – Sjaak Swart, válogatott holland labdarúgó, csatár
- július 6. – Oleh Petrovics Bazilevics, szovjet-ukrán labdarúgó, edző († 2018)
- július 12.
  - Ron Fairly, World Series-győztes amerikai baseballjatákos († 2019)
  - Wieger Mensonides, olimpiai és Európa-bajnoki bronzérmes holland úszó
- július 14. – Jean-Louis Leonetti, francia labdarúgó († 2020)
- július 21. – William C. Davis, amerikai amerikaifutball-játékos, edző († 2020)
- július 31. – Ignacio Jáuregui, mexikói válogatott labdarúgó, hátvéd
- augusztus 9. – Rod Laver, amerikai teniszező
- augusztus 11. – Heinz Höher, német válogatott labdarúgó, csatár, edző, olimpikon († 2019)
- augusztus 13. – Josef Hontheim, német nemzeti labdarúgó-játékvezető († 2019)
- augusztus 16. – Balczó András, háromszoros olimpiai bajnok öttusázó
- augusztus 17. – Oláh Sándor, magyar labdarúgó
- augusztus 27. – Piet Rentmeester, holland kerékpárversenyző († 2017)
- szeptember 1. Mendei Árpád, magyar pedagógus, sportvezető, túravezető († 2017)
- szeptember 15. – Gaylord Perry, amerikai baseballjátékos
- szeptember 22. – Borisz Szergejevics Szelickij, szovjet színekben olimpiai és Európa-bajnok orosz súlyemelő
- szeptember 30. – Germán Aceros, kolumbiai válogatott labdarúgó, edző († 2018)
- október 2. – Pierre Rodocanachi, olimpiai és világbajnoki bronzérmes francia tőrvívó
- október 11. – Darrall Imhoff, olimpiai bajnok amerikai kosárlabdázó († 2017)
- október 15. – Roland Wlodyka, amerikai autóversenyző, NASCAR-pilóta († 2020)
- október 22. – Alan Gilzean, skót válogatott labdarúgó, edző († 2018)
- október 25. – Eckschmiedt Sándor, atléta, edző, sportvezető, pszichológus
- október 27. – Miguel Jones, spanyol labdarúgó († 2020)
- október 28. – John Monckton, olimpiai ezüstérmes ausztrál úszó († 2017)
- november 7. – Heirits Erzsébet, kétszeres Európa-bajnok asztaliteniszező
- november 18.
  - Antal János, shotokan karate mester († 2017)
  - Karl Schranz, olimpiai ezüstérmes, háromszoros világbajnok, ötszörös világkupagyőztes osztrák alpesisíző
- november 25.
  - Severino Reija, Európa-bajnok spanyol válogatott labdarúgó
  - Susie Simcock, új-zélandi sportvezető, a Squash Világszövetség elnöke († 2020)
- november 29. – Carlos Lapetra, Európa-bajnok spanyol válogatott labdarúgó († 1995)
- december 3. – Farkas József, Európa-bajnoki ezüstérmes magyar röplabdázó, sportfotóművész († 2019)
- december 6. – Alberto Baeza, mexikói labdarúgó, csatár
- december 9. – Nikola Kotkov, bolgár válogatott labdarúgó († 1971)
- december 11. – Gerd Cintl, olimpiai bajnok német evezős († 2017)
- december 17. – Peter Snell, olimpiai bajnok új-zélandi atléta († 2019)
- december 19. – Rothermel Anna, világbajnok kézilabdázó († 2005)
- december 28. – Alexander Horváth, magyar származású szlovák válogatott labdarúgó, edző

## Halálozások
| Halálozás      | Név                               | Nemzetiség, sportág, eredmények                                                     | Születés |
| -------------- | --------------------------------- | ----------------------------------------------------------------------------------- | -------- |
| ?              | Periklísz Pierákosz-Mavromihálisz | olimpiai bronzérmes görög tőrvívó, katonatiszt, politikus                           | 1963     |
| ?              | Gansl Izidor                      | magyar labdarúgó                                                                    | 1896     |
| január 24.     | Jim Mutrie                        | World Series bajnok amerikai baseballjátékos, menedzser                             | 1877     |
| január 27.     | Bernd Rosemeyer                   | német autóversenyző                                                                 | 1909     |
| február 5.     | Axel Ljung                        | olimpiai bajnok svéd tornász                                                        | 1884     |
| február 22.    | Mert Hackett                      | amerikai baseballjátékos                                                            | 1859     |
| március 18.    | Hobe Ferris                       | World Series bajnok amerikai baseballjátékos                                        | 1877     |
| március 20.    | Jacob Opdahl                      | olimpiai bajnok norvég tornász                                                      | 1894     |
| március 22.    | Mezei Frigyes                     | olimpiai bronzérmes magyar atléta                                                   | 1887     |
| március 30.    | Dasher Troy                       | amerikai baseballjátékos                                                            | 1856     |
| április 16.    | Steve Bloomer                     | angol válogatott labdarúgó                                                          | 1874     |
| április 30.    | Sun Daly                          | amerikai baseballjátékos                                                            | 1865     |
| május 21.      | Silver King                       | amerikai baseballjátékos                                                            | 1868     |
| június 3.      | John Flanagan                     | / ír-amerikai olimpiai bajnok kalapácsvető, olimpiai ezüstérmes kőhajítő, kötélhúzó | 1868     |
| június 12.     | Josh Reilly                       | amerikai baseballjátékos                                                            | 1868     |
| július 4.      | Suzanne Lenglen                   | olimpiai bajnok, Wimbledon és Roland Garros győztes francia teniszező               | 1899     |
| július 4.      | Chief Roseman                     | amerikai baseballjátékos                                                            | 1856     |
| július 25.     | Lee Frayer                        | amerikai autóversenyző                                                              | 1874     |
| augusztus 20.  | Carl-Emil Johansson               | svéd kötélhúzó, olimpikon                                                           | 1862     |
| augusztus 31.  | Gene Moore                        | World Series bajnok amerikai baseballjátékos                                        | 1886     |
| szeptember 19. | Pink Hawley                       | amerikai baseballjátékos                                                            | 1872     |
| október 2.     | André Lagache                     | Le Mans-i 24 órás verseny győztes francia autóversenyző                             | 1885     |
| október 22.    | Jack Dunn                         | amerikai baseballjátékos                                                            | 1872     |
| október 29.    | Tom Daly                          | amerikai baseballjátékos                                                            | 1866     |
| október 31.    | August Gustafsson                 | olimpiai bajnok svéd kötélhúzó                                                      | 1875     |
| november 10.   | Chris Fridfinnson                 | olimpiai bajnok kanadai jégkorongozó                                                | 1898     |
| november 11.   | Fred Hartman                      | amerikai baseballjátékos                                                            | 1868     |
| november 14.   | Les Nunamaker                     | World Series bajnok amerikai baseballjátékos                                        | 1889     |
| november 25.   | John Derbyshire                   | olimpiai bajnok brit úszó                                                           | 1878     |
| november 27.   | Romolo Carpi                      | olasz kötélhúzó, olimpikon                                                          | 1889     |
| december 22.   | Aarne Pohjonen                    | olimpiai bronzérmes finn tornász                                                    | 1886     |